# Vriesea acuminata
Vriesea acuminata är en gräsväxtart som beskrevs av Carl Christian Mez och Karl Carl Wercklé. Vriesea acuminata ingår i släktet Vriesea och familjen Bromeliaceae. Inga underarter finns listade i Catalogue of Life.